# Дергаево (Талицкое сельское поселение)
Дергаево — деревня в Кирилловском районе Вологодской области.
Входит в состав Талицкого сельского поселения, с точки зрения административно-территориального деления — в Колкачский сельсовет.
Расстояние до районного центра Кириллова по автодороге — 56,5 км, до центра муниципального образования Талиц по прямой — 6 км. Ближайшие населённые пункты — Малышкино, Юсово, Рогово, Талашманиха, Дмитриево.
По данным переписи в 2002 году постоянного населения не было.